# واکنش‌ها به اعدام نوید افکاری

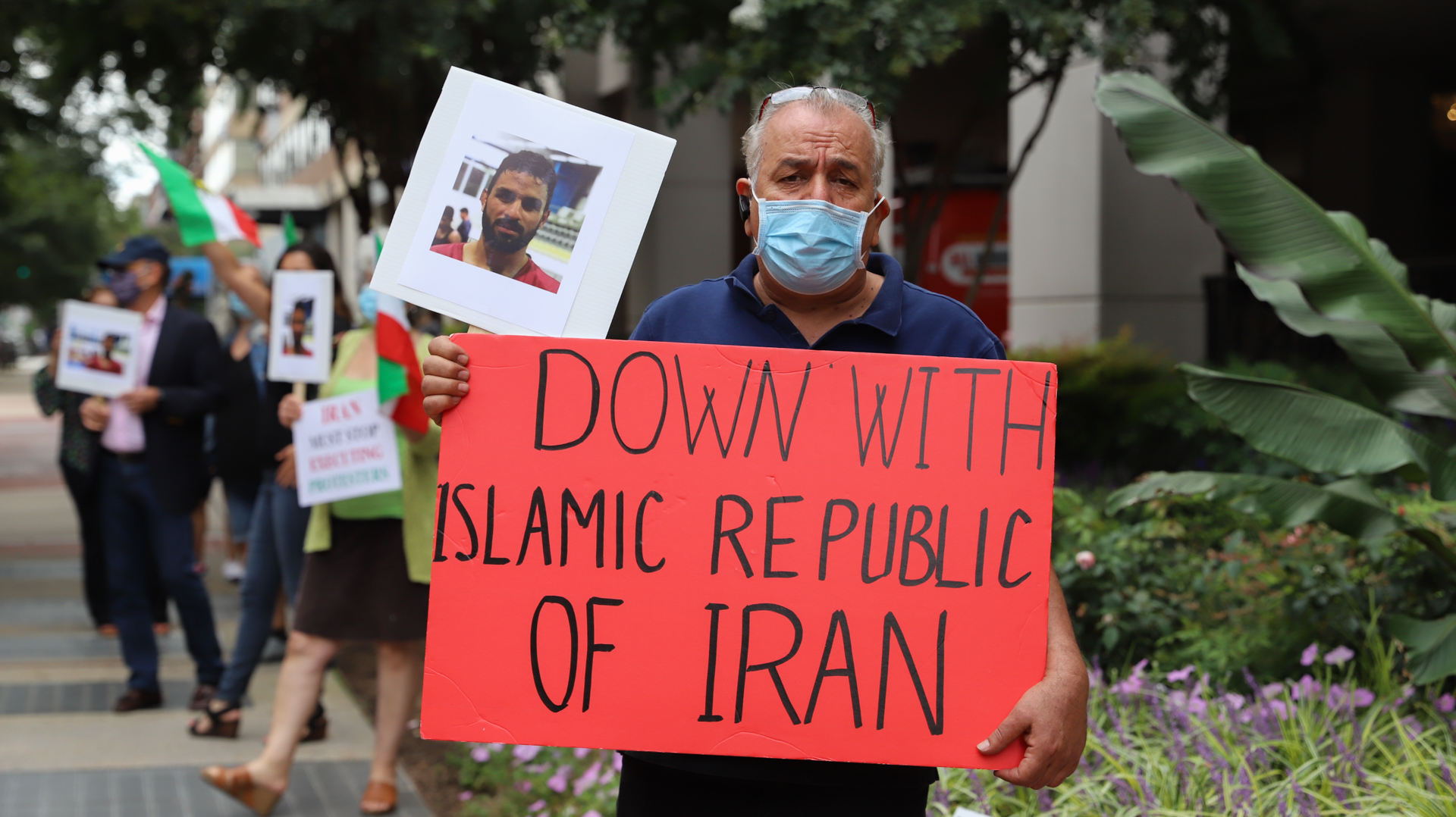
تجمع اعتراضی در واشینگتن نسبت به اعدام افکاری

خبر اعدام نوید افکاری با واکنش‌های گسترده بین‌المللی مواجه شد. سازمان‌های بین‌المللی مانند عفو بین‌الملل، رسانه‌های خبری بین‌المللی مانند شبکه خبری سی‌ان‌ان فاکس نیوز روزنامه گاردین یاهو نیوز وبسایت المپیک سی‌بی‌اس نیوز شبکه خبری الجزیره روزنامه نیویورک تایمز بی‌بی‌سی ایندیپندنت یورونیوز دیلی میل و جروزالم پست خبر اعدام او را پوشش دادند.

از شنیدن خبر اعدام همکار ورزشکارمان نوید افکاری آشفته هستیم. در روزهای گذشته، کمیته بین‌المللی المپیک تمام حمایت خود را برای نجات جان نوید به کار بست. بسیار ناراحتیم که تلاش ما و جامعه ورزش هدف دلخواه خود را به همراه نداشت.
در این لحظات بسیار سخت، با خانواده و دوستان نوید همدردی می‌کنیم.

## واکنش‌های داخلی
- محمد رسول‌اف، کارگردان ایرانی گفت: «نوید افکاری طعمه نمایش قدرت سرکوب‌تان شد، اما جان او در جان ما نشست. همان‌جا که یاد کشته‌های آبان، یاد مسافران پرواز اوکراین، یاد پویا بختیاری، اعدام‌ها در کردستان، یاد رنج‌های نسرین ستوده، نرگس محمدی و همه کوشندگان آزادی نشسته‌است. از اقیانوس نفرتی که می‌سازید، نمی‌هراسید؟»[۱۵]
- رخشان بنی‌اعتماد، کارگردان ایرانی: «تقدیر نامبارک در شهریورماه ۱۳۹۹، روز ملی سینمای ایران را با پر کشیدن نوید افکاری پیوند زد تا برای همیشه از یاد نرود که رسالت هنر تاباندن نور بر فراموشخانه تاریخ است.»[۱۵]
- مصطفی تاجزاده سیاست مدار ایرانی، از ابراهیم رئیسی، پرسید: «ممکن است دلیل این همه عجله برای اعدام نوید افکاری را توضیح دهید و اینکه چرا فرصت ندادید بستگان متهم رضایت خانواده مقتول را کسب کنند، تا خون دیگری ریخته نشود؟ شما که فکر نمی‌کنید اقتدار قوه قضائیه در لجاجت با افکار عمومی و تداوم روش‌های اشتباه است؟»[۱۵]
- محمود صادقی، نماینده سابق مجلس دهم اعلام کرد که پیگیر پرونده بوده و از اینکه حکم اعدام اجرا شده متأسف است.[۱۵]
- کسری نوری، فعال سیاسی اجرای این حکم را محکوم کرد و گفت: «نوید افکاری ایستاده مُرد و قلب ما از نشان سروی دگر در باغ عاشقان وطن داغ شد، ما سوگواریم اما نمی‌ترسیم، دست از جان می‌شوییم اما دست از ایران برنمی‌داریم نویدمان را اعدام کردند؛ اما نوید آزادی ایران رادر دل زنده نگه‌می‌داریم تا روزی که دیر نیست نقطهٔ پایانی بر این شوم نکبت‌بار بگذاریم.»[۱۶]
- صادق زیباکلام، استاد علوم سیاسی دانشگاه تهران اعدام نوید افکاری را نتیجه «بی‌اهمیتی به افکار عمومی» و «نگاه از بالا به پایین» مسئولان جمهوری اسلامی دانست.[۱۷]
- رضا خندان، فعال حقوق بشر و همسر نسرین ستوده، در توییتر خود نوشت: «هدف اصلی حکومت‌ها از اعدام‌های سیاسی ایجاد وحشت در بین مردم است. اعدام‌های سیاسی در ایران رفته‌رفته به جای ایجاد وحشت، تولید نفرت می‌کنند.».[۱۷]
- ابوالفضل قدیانی، فعال سیاسی در یادداشتی نوشت: «اعدام نوید افکاری ورق سیاه دیگری بر پروندهٔ سیاه‌تر از سیاهِ خودکامهٔ امروز ایران علی خامنه‌ای و عُمالِ سرکوبگرش است. اعدام غیرقانونی، انتقام‌جویانه و ظالمانه نوید افکاری، جنایتی است مسلم و به شدت محکوم می‌باشد.».[۱۸]
- علیرضا داوودنژاد، کارگردان سینما، با انتشار عکس نوید افکاری در صفحهٔ اینستاگرام خود یادداشتی منتشر کرد. او در بخشی از این یادداشت نوشت: «همهٔ ما نسل‌هایی که در انقلاب و جنگ و تحریم و انواع انتخابات حاضر بودیم و مشارکت کردیم ولی در مقابل انحرافات ساکت نشستیم یا در آن‌ها سهیم شدیم دستمان به این خون‌ها آلوده‌است و باید پاسخگوی وجدان‌های خود و تاریخ این سرزمین باشیم.»[۱۹]
- حشمت‌الله طبرزدی فعال سیاسی نوشت: «به دلیل قتل نوید افکاری به دست جلادان حاکم بر ایران، فردا یکشنبه ۲۳ شهریور را عزای عمومی اعلام کنیم و با هر روش ممکن اما دموکراتیک اعتراض خود علیه این جنایت را اعلام نماییم. هم میهنان در برون مرز باید محل دفاتر نمایندگی جلادان حاکم بر ایران را به کانونهای اعتراضی تبدیل کنند.».[۲۰]
- زهرا رهنورد، از رهبران جنبش سبز در یادداشتی اعدام نوید افکاری را «قتل بی‌رحمانه» نامید و گفت «ملت در این ایام سوگواری از غم، اعدام‌های ظالمانه، و زندان‌ها و احکام کینه‌جویانه و بی‌دلیل و طویل‌المدت بی‌تابند». او در ادامه اضافه کرد: «مردم دردمند گرفتار فقر، بیماری، تحریم‌های ظالمانه، و شکاف‌های طبقاتی و جنسیتی و محیط پلیسی و تورم لجام گسیخته و بی‌اعتنایی مسئولان به مسائل آنان و به‌ویژه بعد از قتل بی‌رحمانه نوید افکاری، جوان ورزشکار میدان‌های کشتی، دلشان داغدار و طاقتشان طاق است».[۲۱][۲۲]

## واکنش‌های بین‌المللی
- مایک پومپئو، وزیر خارجه ایالات متحده، در توییتی با هشتگ «نویدمان را کشتند» اعلام کرد «اعدام نوید افکاری توسط رژیم ایران عملی شرورانه و بی‌رحمانه است. ما آن را به شدیدترین شکل محکوم می‌کنیم. حتی با استانداردهای حقیرانهٔ این رژیم، این عمل ضربه‌ای سخت به کرامت انسانی است، صدای مردم ایران خاموش نخواهد شد. امروز ما در کنار خانوادهٔ نوید افکاری و ایرانیان سوگوار از دست این رژیم وحشی و بی‌رحم ایستاده‌ایم. زندگی و مرگ او فراموش نخواهد شد.»[۲۳]
- آن لینده، وزیر خارجه سوئد نسبت به اقدام ایران در اعدام نوید افکاری ابراز انزجار کرد.[۲۴]
- جو بایدن، معاون پیشین رئیس‌جمهور ایالات متحده، در توییتی اعلام کرد «اعدام ظالمانهٔ نوید افکاری یک مضحکه است، هیچ کشوری نباید معترضان مسالمت آمیز را دستگیر، شکنجه یا اعدام کند.»[۲۵] جو بایدن در یادداشتی در شبکه خبری سی ان ان از سیاست حقوق بشری دونالد ترامپ در مقابل ایران انتقاد کرد و وعده داد در صورت پیروزی در انتخابات ۲۰۲۰ آمریکا، حکومت جمهوری اسلامی را بخاطر نقض حقوق بشر مانند اعدام نوید افکاری و حبس زندانیان سیاسی مثل نسرین ستوده مجبور به پاسخگویی کند.[۲۶]
- اتحادیه جهانی کشتی با صدور بیانیه‌ای اعدام غیرمنتظره نوید افکاری را ویرانگر خواند و با همدردی با خانواده‌اش، در بیانیه آورده‌است که باعث تاسف است، تلاش‌های کشتی‌گیران سراسر جهان و اتحادیه جهانی کشتی برای جلوگیری از اعدام به نتیجه نرسیده‌است.[۲۷]
- کلی کرفت، سفیر آمریکا در سازمان ملل متحد، نیز در واکنش به اعدام نوید افکاری با هشتگ «#نویدمان_را_کشتند»، گفت: «فکر و دعای ما با خانواده نوید افکاری است. ما نادیده گرفتن مداوم و بی‌شرمانه جان انسان از سوی رژیم ایران را محکوم می‌کنیم. صدای مردم ایران خاموش نخواهد شد.».[۲۸]
- مارکو روبیو، سناتور جمهوری‌خواه آمریکایی در توییتی نوشت: «اعدام نوید افکاری صرفا به دلیل استفاده از حق آزادی بیانش باید به دنیا یادآوری کند رژیم آخوندی حاکم بر ایران، وحشی، ستمگر و شیطانی است.».[۲۸]
- مارک دوبوویتز، رئیس اجرایی بنیاد دفاع از دموکراسی‌ها، در واکنش به اعدام نوید افکاری در توییتی نوشت که «خبر وحشتناک اعدام نوید افکاری را دیدم. این رژیم ستمگر، بی‌عاطفه و بی‌رحم است که باید سرنگون شود. یاد و خاطره نوید افکاری برای آنها که برای آزادی ایران تلاش می‌کنند، گرامی باد.».[۲۸]
- اتحادیه اروپا، اعلام کرد که اعدام نوید افکاری را به شدیدترین لحن محکوم می‌کند و افزود که که به صراحت با استفاده از مجازات اعدام در هر شرایطی مخالف است و آن را مجازاتی بی‌رحمانه و غیرانسانی می‌داند. اتحادیه اروپا ساعاتی پس از اعدام نوید افکاری تأکید کرد که اعدام یک مجازات بی‌رحمانه و غیرانسانی است که نمی‌تواند به عنوان یک عامل بازدارنده عمل کند و نشان‌دهندهٔ انکار غیرقابل قبول کرامت و یکپارچگی انسان است. این اتحادیه افزود که ما این اعدام و سایر اعدام‌ها را به صورت علنی از جمله در جلسات سازمان ملل و همچنین به طور خصوصی در جریان تماس‌های دوجانبهٔ خود با ایران محکوم کرده‌ایم و در مورد اعدام نوید افکاری نیز بلافاصله اعتراض خود را به ایران ارائه خواهیم کرد. اتحادیه اروپا همچنین «حقوق بشر» را یکی از ویژگی‌های اصلی تعامل این اتحادیه با ایران عنوان کرد و افزود که «ما همچنان برای متعهد کردن مقامات ایرانی در این مورد ادامه خواهیم داد. از جمله در موارد خاص.».[۲۸] اتحادیه اروپا روز دوشنبه ۲۴ شهریور ۱۳۹۹، با انتشار بیانیه‌ای دیگر، با محکومیت شدید این اقدام گفت با مقام‌های جمهوری اسلامی در این باره از طرق مختلف صحبت خواهد کرد. در این بیانیه بر مخالفت اتحادیه اروپا با اجرای حکم اعدام در هر شکل و شرایطی تأکید و گفته شد که حقوق بشر موضوع محوری مذاکرات با جمهوری اسلامی است.[۲۹]
- باربل کوفلر کمیسر حقوق‌بشر دولت آلمان نیز در صفحه توییتر خود با بیان اینکه از اعدام نوید افکاری به شدت مأیوس شده‌است، افزود که «قابل پذیرش نیست که حاکمیت قانون برای خاموش کردن صداهای مخالف، نادیده گرفته شود.».[۲۸]
- یپه کوفود، وزیر خارجه دانمارک، در توییتی اعدام نوید افکاری را محکوم کرد و افزود کشورش قاطعانه با اعدام مخالف است. وزیر خارجه دانمارک تأکید کرد که توسل به شکنجه در زندان‌های ایران و عدم دسترسی به رویه‌های عادلانه به خوبی مستند شده‌است و باید محکوم شود.[۲۸]
- اتحادیه کشتی بریتانیا به خبر اعدام نوید افکاری واکنش نشان داد و با اشاره به اینکه این اتحادیه تعداد زیادی عضو ایرانی دارد که در بریتانیا زندگی می‌کنند، با خانواده و دوستان نوید افکاری اظهار همدردی کرد.[۳۰]
- حساب کاربری یواف‌سی یا سازمان مبارزات قهرمانی با بیش از هفت میلیون دنبال کننده، در میانه برگزاری مسابقاتش، عکس نوید را منتشر کرد و در کنار تاریخ میلادی تولد و مرگ نوشت: «به یاد نوید افکاری ۲۰۲۰–۱۹۹۳»[۱۵]
- بابی گرین، از قهرمانان هنرهای رزمی بعد از نیمه تمام گذاشتن مصاحبه در مقابل خبرنگار، گفت قبل از مسابقه خبر اعدام را فهمید «قلبش شکسته‌است» و اضافه کرد «ک مرد «فقط به خاطر اعتراض» جانش را از دست داده‌است» او در ادامه باز حرفهایش را تکرار کرد و گفت: «امروز یکی جانش را از دست داد… برای اعتراض؟ … همان کاری [اعتراض] که ما هم این‌جا می‌کنیم.»[۱۵]
- علی بن آل حسین، نایب رئیس پیشین فیفا برای آسیا و رئیس کنونی فدراسیون فوتبال اردن، خواستار محروم کردن جمهوری اسلامی از حضور در همه مسابقات بین‌المللی شد و در توییتر نوشت: «اینکه نوید را بدون محاکمهٔ شفاف و عادلانه به قتل رساندند، بسیار وحشتناک است». او در عین حال از نهادهایی چون فدراسیون جهانی فوتبال (فیفا)، کمیته بین‌المللی المپیک و فدراسیون جهانی کشتی خواست که با تحریم جمهوری اسلامی نسبت به این اعدام واکنش نشان دهند و از این نهادها خواست تا زمانی که جمهوری اسلامی حقوق اولیه بشری را رعایت نکند ایران را در هیچ مسابقه بین‌المللی راه ندهند.[۳۱]
- بیژن جیرسرایی، سخنگوی سیاست خارجی حزب دموکرات‌های آزاد آلمان (FDP)، در واکنش به اعدام نوید افکاری، تعامل سیاستمداران غربی با جمهوری اسلامی را سرزنش کرد و گفت: «سیاستمداران آلمان و اتحادیه اروپا که مدام خواستار بهبود روابط با این رژیم هستند، باید شرم کنند.».[۳۲]
- سارالی ویتسون (مدیر سابق بخش خاورمیانه و شمال آفریقا در مؤسسه دیدبان حقوق بشر) در واکنش به اعدام نوید افکاری در توییتر گفت: «تسلیت‌های من به مردم ایران بخاطر تحمل اعدام یکی دیگر از جوانان ایران، و اکنون یک قهرمان کشتی، نوید افکاری. ایران سردمدار اعدام و محاکمه‌های غیرعادلانه در جهان است. مجازات اعدام تحت هر شرایطی نکوهیده‌است».[۳۳]
- رابرت دسترو، مدیر امور دموکراسی و حقوق بشر وزارت خارجه آمریکا نیز خشم خود را از اعدام نوید افکاری ابراز کرد و نوشت: «بی‌رحمی رژیم ایران حد و مرزی ندارد و باید پاسخگو نگاه داشته شوند.»[۳۴]
- داگمار فرایتاگ، رئیس کمیسیون ورزش در پارلمان آلمان (بوندستاگ) به خبرگزاری ورزشی SID گفت: «اکنون نوبت کمیته بین‌المللی المپیک (IOC) و انجمن جهانی کشتی‌گیران (UWW) است که واکنش نشان دهند و تنها به ابراز نگرانی اکتفا نکنند.» وی در ادامه، خواستار اقدامات عملی علیه ایران شد و افزود: «اعدام نوید افکاری نباید برای ایران بدون پیامد بماند.»[۳۵]
- روز یکشنبه ۲۳ شهریور ۱۳۹۹، وزارت خارجه فرانسه در بیانیه‌ای بر پایبندی خود به حق آزادی بیان و آزادی اعتراض مسالمت‌آمیز و همچنین حق برخورداری همگان از یک دادگاه منصفانه تأکید کرد و گفت که بر این اساس اعدام نوید افکاری را محکوم می‌کند. در ادامه بر مخالفت فرانسه با مجازات اعدام در هر کجا و تحت هر شرایطی تأکید می‌کند و آن را غیرانسانی، ناعادلانه و بی‌تاثیر می‌داند.[۳۶]
- سفارت آلمان در تهران در توییتی اعدام نوید افکاری را غیرقابل پذیرش خواند و آن را شیوه‌ای برای «خاموش کردن صداهای مخالف» در ایران دانست و نوشت: «دو برادر نوید هنوز در زندان هستند و اکنون به همبستگی ما نیاز دارند!».[۳۶]
- بنیامین نتانیاهو، نخست‌وزیر اسرائیل روز ۲۴ شهریور ۱۳۹۹، در پیامی «اعدام» نوید افکاری توسط قوه قضائیه جمهوری اسلامی را به خانواده وی تسلیت گفت و تأکید کرد: «رژیم هیولایی ایران که او را اعدام کرد، مرتکب جنایات وحشتناکی علیه مردم ایران و مردم منطقه شده‌است» و اضافه کرد «مردم ایران شایسته بهتر از این هستند. مردم ایران به بهتر از این دست خواهند یافت».[۳۷]
- الیسا فرح، مدیر ارتباطات کاخ سفید، در توییتر بعد از همدردی با خانواده نوید افکاری نوشت: «جهان رژیم ایران را با آنچه که واقعاً هست، بی رحمی و وحشیگری و عقب ماندگی آن، می‌بیند. او اضافه کرد که مردم فوق‌العاده ایران سزاوار آینده بهتر و روشن تری هستند.».[۳۸]
- کنت راث، مدیر دیدبان حقوق بشر، اعدام نوید افکاری را «شرم‌آور» خواند.[۳۸]
- مینکی وردن، از مدیران دیدبان حقوق بشر، اعدام نوید افکاری را «نقض تکان دهنده حقوق بشر» توصیف کرد و نوشت: «بیایید هرگز اقدام ایران در اعدام یک ورزشکار را فراموش نکنیم.».[۳۸]

## سازمان‌های حقوق بشری
- سازمان حقوق بشر ایران، در طی یک بیانیه اعدام نوید افکاری را «اقدام جنایتکارانه» توصیف کرد و از جامعه جهانی خواستار واکنش شدید برای محکومیت این اقدام شد. محمود امیری مقدم، مدیر سازمان، در ادامه گفت این اعدام «یک جنایت محسوب می‌شود و مسئولیت این جنایت بیش از هرکس بر عهده رهبر جمهوری اسلامی، علی خامنه‌ای، و رئیس قوه قضائیه، ابراهیم رئیسی، است.» و همه افرادی که در اعدام نوید افکاری نقش داشتند «در کنار صداوسیمای جمهوری اسلامی برای پخش سناریوی دروغین، باید در قبال این جنایت پاسخگو باشند».[۳۹][۴۰]
- سازمان عفو بین‌الملل ۱۲ سپتامبر ۲۰۲۰ در بیانیه‌ای گفت: ما بخاطر اعدام مخفیانه نوید افکاری، کاملاً در شوک، بهت و وحشت فرورفتیم. اعدام جوانی که آینده ای روشن در انتظارش بود. اجرای حکم اعدام وی با بی‌توجهی به اصول اساسی عدالت صورت گرفت. عفو بین‌الملل خواهان واکنش فوری جامعه بین‌المللی شد.[۴۱]
- دیانا الطحاوی مدیر خاورمیانه و شمال آفریقای سازمان عفو بین‌الملل در بیانیه‌ای گفت: «اعدام مخفیانه امروز صبح نوید افکاری قهرمان کشتی، بدون آنکه خود او، خانواده یا وکیلش پیشتر از این برنامه با خبر شده باشند، آن هم بعد از محاکمه ای غیرعادلانه، تمسخر هولناک عدالت است که باید فوراً با اقدام بین‌المللی مواجه شود.»[۴۲]
- روز دوشنبه ۲۴ شهریور ۱۳۹۹، پنج کارشناس ارشد حقوق بشر سازمان ملل متحد به اسم‌های جاوید رحمان «گزارشگر ویژه حقوق بشر در ایران»، اگنس کالامار «گزارشگر اعدام‌های غیرقانونی، شتابزده و خودسرانه»، کلمنت نیالتسوسی وول «گزارشگر ویژه حق آزادی تجمعات مسالمت آمیز»، نیلز ملزر «گزارشگر ویژه شکنجه و مجازات‌های بی‌رحمانه و غیرانسانی» و ایرنه خان «گزارشگر ویژه ترویج و حمایت از حق آزادی بیان»، طی یک بیانیه اعدام نوید افکاری را «عمیقاً آزاردهنده» خواندند و مقامات جمهوری اسلامی را به استفاده از اعدام یک ورزشکار برای «ترساندن مردم در این شرایط ناآرامی‌های اجتماعی» متهم کردند. این کارشناسان در ادامه از جمعه جهانی خواستند که نسبت به این اقدام جمهوری اسلامی «به شدت» واکنش نشان دهند و نوشتند: «اعدام نوید افکاری، دومین اعدام در رابطه با اعتراضات در دو ماه گذشته و همراه با تکرار نگران کننده صدور احکام اعدام معترضان بوده‌است که این موضوع نگرانی‌ها دربارهٔ واکنش مقامات ایرانی به اعتراضات و هر گونه ابراز مخالفت یا اظهار نظر را افزایش می‌دهد.» و اضافه کردند: «اگر افکاری در قتل گناهکار بوده‌است، چرا دادگاه او پشت درهای بسته و با استفاده از اعترافات اجباری تحت شکنجه انجام شده‌است؟ اعدام نوید افکاری به صورت فرا قضایی و خودسرانه انجام شده، و حکم او در دادگاهی صادر شده که حتی ابتدایی‌ترین اصول شکلی و ماهوی یک روند قضایی عادلانه در آن رعایت نشده‌است».[۴۳][۴۴][۴۵][۴۶]
- روز سه‌شنبه ۲۵ شهریور ۱۳۹۹ گروه اتحاد علیه ایران هسته‌ای با صدور بیانیه‌ای اعدام نوید افکاری، کشتی‌گیر جوان ایرانی را محکوم کرد و آن را «بی‌رحمانه» و «نمونه نقض سیستماتیک حقوق بشر توسط رژیم» جمهوری اسلامی دانست. همچنین در این بیانیه آورده‌است: «افکاری در ارتباط با یک قتل در جریان تظاهرات اعتراضی سال ۲۰۱۸ اعدام شد. اما او گفت که زیر فشار شکنجه اقرار کرد. این یک تاکتیک آشنا است که مقامات امنیتی ایران در گذشته از آن برای جلوگیری از اعتراض‌های بیشتر، استفاده کرده‌اند.»[۴۷]

## تحریم ظریف و لغوی سفر او به آلمان و چین
به گزارش روزنامه آلمانی بیلد در اعتراض به اعدام نوید افکاری سفر محمدجواد ظریف، وزیر امور خارجه ایران، به آلمان به طور موقت به تعویق افتاد. این سفر برای روز دوشنبه ۱۴ سپتامبر برنامه‌ریزی شده بود. دولت ایران دلیل لغو این سفر را مشکلات لجستیکی نامید. در روز بعد وزارت خارجه جمهوری اسلامی لغو سفر ظریف به اروپا را تأیید کرد.
روز ۲۶ شهریور ۱۳۹۹، مایک پومپئو وزیر خارجه ایالات متحده در صفحه توئیتر خود اعدام نوید افکاری را بار دیگر به شدت محکوم کرد و آن را اقدامی «نفرت‌انگیز» نامید و از رهبران جهان خواست مادامی که ایران برادران نوید افکاری و زندانیان خارجی را آزاد نکند، برای میزبانی از محمدجواد ظریف برنامه‌ریزی نکنند. او نوشت که «حکومت جواد ظریف پس از شکنجه سبعانه مرد جوانی، او را اعدام کرد تا معترضان ایرانی را مرعوب کند» و در ادامه توئیت خود تأکید کرد: «دموکراسی‌های سراسر جهان تعهد اخلاقی دارند که محکم در برابر سبعیت این رژیم بایستند و آن را رد کنند» و این «رفتار غیرانسانی رژیم ایران باید تبعاتی داشته باشد». وزیر خارجه آمریکا سپس به لغو سفرهای اروپایی محمدجواد ظریف اشاره کرد و آن را «گام اولیه و مهم» دانست که رهبران جهان در این راستا برداشته‌اند.
روز ۲۲ مهر ۱۳۹۹، محمدحسین ملائک، سفیر پیشین ایران در چین، به کانال تلگرام «امتداد» گفت که سفر اخیر محمدجواد ظریف به پکن پایتخت چین به دلیل اعدام نوید افکاری، به تعویق افتاده بو؛ و سفر ظریف «بنا بود پیش از مسئله اعدام نوید افکاری صورت بگیرد که به دلیل این اتفاق به تعویق افتاد.».

## تحریم قاضی نوید افکاری
روز پنج شنبه ۳ مهر ۱۳۹۹، وزارت خزانه‌داری آمریکا دو قاضی ایرانی، سه زندان و یک دادگاه ایران را تحریم کرد. محمود ساداتی، قاضی دادگاه نوید افکاری که حکم به اعدام او داد، به همراه محمد سلطانی، قاضی دادگاه انقلاب مشهد به لیست تحریم‌های آمریکا اضافه شدند. همچنین زندان‌های ارومیه، عادل‌آباد شیراز و وکیل‌آباد مشهد به همراه شعبه اول دادگاه انقلاب شیراز به لیست سیاه آمریکا اضافه شده‌اند.
مایک پومپئو، وزیر خارجه آمریکا نیز در بیانیه‌ای این تحریم‌ها را تأیید و گفت این افراد و نهادهای قضایی به دلیل نقش آنها در شکنجه بیرحمانه، غیرانسانی و تحقیرآمیز، بازداشت‌های خودسرانه افراد به دلیل انجام مراسم مذهبی، اجتماع مسالمت آمیز و ابراز نظر مورد تحریم قرار گرفته‌اند. مایک پومپئو تصریح کرد: براساس گزارش‌ها، قاضی سید محمود ساداتی در تأیید حکم اعدام نوید افکاری در دادگاه تجدید نظر دست داشته‌است. او در ادامه ضمن محکوم کردن اعدام نوید افکاری، از جامعه بین‌المللی خواست که همانند ایالات متحده در راستای پاسخگو کردن حکومت ایران دست به اقدام بزنند. مایک پومپئو همچنین تصریح کرد که ایران دستگاه قضایی خود را به یک دستگاه ظالمانه سرکوب تبدیل کرده‌است.
در روز چهارشنبه ۲ مهر ۱۳۹۹، الیوت آبرامز نماینده ویژه آمریکا در امور ایران و ونزوئلا، در جلسه استماع کمیته روابط خارجی سنای آمریکا با اعلام اولیه این خبر گفت قضات دادگاه‌های انقلاب «عدالت را به تمسخر گرفته» و حکم‌هایشان را از «آیت‌الله‌ها» می‌گیرند.

## کارزار اتحاد برای نوید
در مهرماه ۹۹، یک کارزار به اسم «اتحاد برای نوید» توسط تعدادی از فعالان حقوق بشر و ورزشکاران ایرانی به راه افتاد که خواستار حذف ایران از بازی‌های المپیک تابستانی ۲۰۲۱ توکیو شدند. چهره‌های ورزشی و سیاسی ایران پیام تصویری خود را با هشتگ «#United4Navid» منتشر کردند و از کمیته بین‌المللی المپیک و فدراسیون بین‌المللی فوتبال خواستند که جمهوری اسلامی را از شرکت در بازی‌های المپیک و مسابقات فوتبال تعلیق کند.
مسیح علی‌نژاد خبرنگار و فعال حقوق زنان ایرانی، سردار پاشایی کشتی‌گیر پیشین، شیرین عبادی برنده جایزه صلح نوبل، محمدرضا فغانی داور فوتبال، فاطمه آقاجانی کوهنورد، تونیا ولی‌اوغلی شناگر پیشین، نازنین بنیادی بازیگر و فعال حقوق بشر، امیر کمالی دونده پیشین، مهدی جعفرقلی زاده و محمد علی جعفر قلی‌زاده از کاراته، وحید سرلک و احسان رجبی از جودو، سودابه لشکری بازیکن پیشین کریکت، شیوا امینی بازیکن پیشین فوتسال، مجید فلاح قهرمان پیشین ورزش‌های رزمی، و فاطمه سپهری فعال سیاسی، به این کمپین پیوستند. سازمان ورزشی «گلوبال اتلیت» طی یک بیانیه، ناکامی کمیته بین‌المللی المپیک در دفاع از حقوق ورزشکاران را «از جمله عدم حمایت از ورزشکارانی که دستگیر، شکنجه و اعدام می‌شوند» «شانه خالی کردن شرم‌آور این نهاد از انجام مسئولیت» توصیف کرد.

## واکنش ایرانیان خارج از کشور
|              | رضا پهلوی | توییتر |
| @PahlaviReza |           |        |

             سران حکومت اسلامی بدانند که با قتل و دفن شبانهٔ جوانی بی‌گناه و محروم کردن مادر دردمندش از آخرین ملاقات، صدای اعتراض ملتی به تنگ آمده را خاموش نخواهند کرد. از هر نوید بر خاک افتاده، هزاران نوید در هر کوی و برزن این سرزمین مقدس خواهد رویید.
         

        ۱۳ سپتامبر ۲۰۲۰

|                 | فرح پهلوی | توییتر |
| @ShahbanouFarah |           |        |

             نوید افکاری قهرمان بود و قهرمان از جهان رفت.
 قهرمان نوید، مثل همه ایرانیانی که در تمام این سال‌ها برای آزادی ایران مبارزه کردند، رنج زندان و شکنجه و اعدام را به جان خریدند و هرگز از مبارزه دست نکشیدند، خواهان عدالت و آزادی بود و در این راه جان‌باخت.
         

        ۱۳ سپتامبر ۲۰۲۰

- گلشیفته فراهانی، بازیگر ایرانی اصل: «طناب بر گردن ایران است. نوید افکاری گوشت و پوست ایران. کشتی‌گیر ایران. ورزشکار ایران. پسر خوب ایران و مادرش… دیگر جان ندارد… ایران جان ندارد… مادر جان ندارد… از صدا افتاده تار و کمانچه، مرده می‌برن کوچه به کوچه…»[۱۵]
- شیرین عبادی، حقوقدان و برنده جایزه صلح نوبل، در مصاحبه با رادیو زمانه اعدام نوید افکاری را «لجبازی» حکومت با مردم توصیف کرد و این اعدام را «ناشی از ناچاری حکومت در برابر مردم» خواند و گفت: «چنین اقداماتی از سوی جمهوری اسلامی باعث ایجاد فاصله بین حکومت و مردم می‌شود و مسئله دیگری که ثابت می‌شود این است که این حکومت قابل اصلاح نیست و راه را برای هرگونه اصلاح بسته چرا که اصلاح در حقیقت به معنای بهبود تدریجی شرایط است.».[۶۰]
- ابراهیم حامدی، با انتشار تصویر سیاهی با نام افکاری در صفحهٔ اینستاگرامش نوشت: «وقتی تو گود حماقت، پهلوونمون فلک شد…».[۱۷]
- وحید سرلک، سرمربی تیم ملی جودوی تاجیکستان به اعدام نوید افکاری واکنش نشان داد و گفت: «با تمام تلاشی که خانوادهٔ ورزش انجام داد، نوید را اعدام کردند اما کار اینجا تمام نمی‌شود». او تأکید کرد که تلاش‌ها ادامه داشته باشد و جامعه ورزش بتواند از اعدام‌های بعدی جلوگیری کند.[۳۰]
- مریم رجوی پس از اعدام نوید افکاری در بیانیه‌ای گفت که مردم ایران به‌خصوص جوانان شجاع در برابر اعدام وحشیانه این فرزند شجاع شیراز آرام نخواهند گرفت و بخاطر اعدام ناعادلانه او، قیام خواهند کرد. وی افزود: «این اعدام تنها بر شعله‌های قیام مردم ایران می‌افزاید و اراده آنها برای سرنگونی این رژیم مذهبی و استقرار آزادی و دموکراسی را تقویت خواهد کرد». رجوی ضمن درخواست اقدام از اتحادیه اروپا و سازمان‌های بین‌المللی هرگونه سکوت و بی‌عملی را چراغ سبز دادن و همدستی با این رژیم دانست.[۶۱][۶۲]
- مهناز افشار، بازیگر ایرانی خطاب به حسن روحانی و محمد جواد ظریف نوشت: «در زمان تدبیر و امید شما، دعوا و اختلاف بین مردم شدید شد و خون‌های بیگناه زیادی از آسمان و زمین ریخته شد. در کنفرانس‌ها و سفرهای بعدی کمتر لبخند و دروغ تحویل دوربین و مردم بدید!»[۱۵]
- امید جلیلی، بازیگر و کمدین بریتانیایی گفت: «یک یادآوری که جمهوری به اصطلاح 'اسلامی' ایران به سیاستش برای زدن اتهام‌های ناروا ادامه می‌دهد تا جنایت و نقض حقوق بشر را توجیه کند. همان‌طور که با بهایی‌ها همین کار را کردند و با اقلیت‌ها هم انجام می‌دهند و حالا با قهرمان ورزشی‌شان. یک واقعیت تلخ در قرن بیست و یکم در روی کره زمین؛ و هرکسی که از این عمل شنیع دفاع می‌کند یا ربات است یا از همه آنچه که در این ۴۰ سال در ایران گذشته، خبر ندارد.»[۱۵]
- سوزان روشن و هلن ماتووسیان، با انتشار تصویری از افکاری در صفحه اینستاگرام نسبت به اعدام او واکنش نشان داده‌اند.[۱۷]
- گوگوش، خواننده سرشناس ایرانی، در یک پست قسمتی از آهنگ «قصه دو ماهی» به همراه تصویر نوید افکاری به اشتراک گذاشت که نوید می‌گوید: «اگر من اعدام شدم، همه بدونید که یک انسان بیگناه، در حالی که با تمام توانش تلاش کرد و جنگید تا صداش رو بشنوند، اعدام شد.»[۶۳]
- شهره آغداشلو، بازیگر، در ویدئویی اینستاگرام به دیگر زندانیان سیاسی-عقیدتی که «در زندان‌های مخوف جمهوری اسلامی، و در شرایطی غیرانسانی دربند هستند و زندگی آنها نیز در خطر است» اشاره نمود.[۶۳]
- فرامرز اصلانی، خواننده و آهنگساز، تصویر شمعی به همراه اسم نوید افکاری منتشر کرد و نوشت: «اینکار آنچنان با شتاب روی داد که نیز نگذاشتند این جوان برای واپسین بار با خانواده خود دیدار کند، در مورد یک گناهکار نیز اعدام کاری غیرانسانی است.».[۶۳]
- نوید نگهبان، در پیام ویدئویی، با ابراز تاسف عمیق، درگذشت نوید افکاری را به مادر و خانواده اش تسلیت گفت.[۶۳]
- مری آپیک، بازیگر، با انتشار عکس نوید افکاری به همراه یک تصویر سیاه، مرگ «این قهرمان ملی» را به مادر و خانواده اش تسلیت گفت.[۶۳]
- شعله پاکروان، کارگردان و بازیگر تئاتر و مادر ریحانه جباری، پس از اعدام نوید افکاری، در ویدئویی خطاب به بهیه نامجو، مادر نوید افکاری گفت که او هم به خانوادهٔ «مادران عزادار» پیوسته‌است. شعله پاکروان در بخشی از این ویدئو گفت: «گریه نکن و به سینه نکوب. تو پهلوان به دنیا آوردی و اکنون باید پرچمدار دادخواهی فرزندت باشی.»[۶۴]

## واکنش جمهوری اسلامی
- روز دوشنبه ۲۴ شهریور ۱۳۹۹، علی باقری کنی معاون امور بین‌الملل قوه قضائیه جمهوری اسلامی با انتقاد شدید از واکنش برخی کشورهای اروپایی به اعدام نوید افکاری، کشتی‌گیر ایرانی، خواستار رعایت آنچه «ادب دیپلماتیک» خواند، شد و گفت فشارهای خارجی تأثیری بر عملکرد قوه قضائیه نخواهد گذاشت. علی باقری بیانیه‌های منتشر شده از سوی برخی کشورها را دخالت در امور داخلی ایران دانست و از این کشورها خواست به گفته او «مانند یک گروه اپوزیسیون بلندگوی دروغ‌پراکنی نشوند.».[۶۵]
- روز ۲۴ شهریور ۱۳۹۹، وزارت خارجه جمهوری اسلامی در کنار احضار سفیر آلمان در تهران از «اقدام خارج از عرف دیپلماتیک سفارت آلمان در تهران را به منزله دخالت در امور داخلی ایران دانسته» و محکوم کرد و در ادامه بیانیه نوشت «مداخله در قوانین و مقررات و رویه‌های قضایی مستقل ایران به هیچ وجه قابل قبول نیست» و «از سفارت آلمان انتظار می‌رود حد و حدود وظایف دیپلماتیک خود را شناخته و پا از آن فراتر نگذارد».[۶۶]